# Final da Copa do Brasil de Futebol de 2009
A final da Copa do Brasil de Futebol de 2009 foi a 21ª final dessa competição brasileira de futebol organizada pela Confederação Brasileira de Futebol (CBF), decidida por Corinthians e Internacional em duas partidas. O primeiro duelo ocorreu no dia 17 de junho de 2009, no Estádio do Pacaembu, em São Paulo. Já o segundo confronto aconteceu no dia 1 de julho de 2009, no Estádio Beira-Rio, em Porto Alegre.
Em caso de empate de pontos após os dois confrontos, o primeiro critério de desempate seria o saldo de gols obtido nos duelos. Caso as equipes empatassem no saldo de gols, o seguinte critério de desempate era número de gols marcados como visitante. Persistindo a igualdade, a definição do campeão iria para a cobrança de penalidades.
Na primeira partida, os paulistas venceram por 2–0. No jogo de volta houve empate em 2–2, que resultou na conquista do título para os corintianos, o terceiro do clube na competição.

## Caminho até a final
| Corinthians         | Corinthians | Corinthians      | Fase             | Internacional      | Internacional | Internacional    |
| Adversário          | Resultado   | Jogos            | Fase             | Adversário         | Resultado     | Jogos            |
| ------------------- | ----------- | ---------------- | ---------------- | ------------------ | ------------- | ---------------- |
| Itumbiara           | 2 – 0       | 2–0 (F)          | Primeira fase    | União Rondonópolis | 2 – 1         | 0–1 (F); 2–0 (C) |
| Misto               | 2 – 0       | 2–0 (F)          | Segunda fase     | Guarani            | 7 – 1         | 2–1 (F); 5–0 (C) |
| Atlético Paranaense | 4 – 3       | 2–3 (F); 2–0 (C) | Oitavas de final | Náutico            | 5 – 0         | 3–0 (F); 2–0 (C) |
| Fluminense          | 3 – 2       | 1–0 (C); 2–2 (F) | Quartas de final | Flamengo           | 2 – 1         | 0–0 (F); 2–1 (C) |
| Vasco da Gama       | 1 – 1 (gf)  | 1–1 (F); 0–0 (C) | Semifinal        | Coritiba           | 3 – 2         | 3–1 (C); 0–1 (F) |

Legenda: (C) casa; (F) fora

## Jogo de ida
| 17 de junho   | Corinthians                      | 2 – 0     | Internacional | Estádio do Pacaembu, São Paulo                                         |
| 21:50 (UTC−3) | Jorge Henrique 26' · Ronaldo 53' | Relatório |               | Público: 36 614 Renda: R$ 1.825.748,00 Árbitro: PR Heber Roberto Lopes |

| Corinthians | Internacional |

| G              |  | Felipe           |                               |     |
| LD             |  | Alessandro       | Penalizado com cartão amarelo |     |
| Z              |  | Chicão           |                               |     |
| Z              |  | William          |                               |     |
| LE             |  | Marcelo Oliveira |                               | 83' |
| V              |  | Cristian         |                               |     |
| V              |  | Elias            |                               |     |
| M              |  | Douglas          | Penalizado com cartão amarelo |     |
| A              |  | Jorge Henrique   |                               | 89' |
| A              |  | Dentinho         |                               | 70' |
| A              |  | Ronaldo          |                               |     |
| Substituições: |  |                  |                               |     |
| Z              |  | Diego Sacoman    |                               | 83' |
| M              |  | Boquita          | Penalizado com cartão amarelo | 70' |
| A              |  | Souza            | Penalizado com cartão amarelo | 89' |
| Treinador:     |  |                  |                               |     |
| Mano Menezes   |  |                  |                               |     |

| G              |  | Lauro            |                               |     |
| LD             |  | Danilo Silva     |                               |     |
| Z              |  | Índio            | Penalizado com cartão amarelo |     |
| Z              |  | Álvaro           |                               |     |
| LE             |  | Marcelo Cordeiro |                               |     |
| V              |  | Sandro           | Penalizado com cartão amarelo | 75' |
| V              |  | Magrão           | Penalizado com cartão amarelo |     |
| V              |  | Guiñazu          |                               |     |
| M              |  | Andrezinho       |                               | 83' |
| A              |  | Taison           |                               |     |
| A              |  | Alecsandro       |                               | 57' |
| Substituições: |  |                  |                               |     |
| V              |  | Glaydson         |                               | 83' |
| M              |  | Giuliano         |                               | 75' |
| A              |  | Leandrão         | 79'                           | 57' |
| Treinador:     |  |                  |                               |     |
| Tite           |  |                  |                               |     |

| Bandeirinhas: PR Roberto Braatz BA Alessandro Álvaro Rocha de Matos Quarto árbitro: SP Wilson Luiz Seneme |

## Jogo de volta
| 1 de julho    | Internacional       | 2 – 2     | Corinthians                           | Estádio Beira-Rio, Porto Alegre                                          |
| 21:50 (UTC−3) | Alecsandro 70', 74' | Relatório | Jorge Henrique 19' · André Santos 27' | Público: 50 286 Renda: R$ 754.460,00 Árbitro: MG Ricardo Marques Ribeiro |

| Internacional | Corinthians |

| G              |  | Lauro        |                               |     |
| LD             |  | Bolívar      | Penalizado com cartão amarelo | 87' |
| Z              |  | Índio        | Penalizado com cartão amarelo |     |
| Z              |  | Danny Morais |                               |     |
| LE             |  | Kléber       |                               |     |
| V              |  | Glaydson     |                               | 45' |
| V              |  | Magrão       |                               |     |
| V              |  | Guiñazu      |                               |     |
| M              |  | D'Alessandro | 74'                           |     |
| A              |  | Taison       | Penalizado com cartão amarelo | 65' |
| A              |  | Nilmar       | Penalizado com cartão amarelo |     |
| Substituições: |  |              |                               |     |
| LD             |  | Danilo Silva |                               | 87' |
| M              |  | Andrezinho   |                               | 65' |
| A              |  | Alecsandro   |                               | 45' |
| Treinador:     |  |              |                               |     |
| Tite           |  |              |                               |     |

| G              |  | Felipe         |                               |     |
| LD             |  | Alessandro     |                               |     |
| Z              |  | Chicão         |                               |     |
| Z              |  | William        |                               |     |
| LE             |  | André Santos   | Penalizado com cartão amarelo | 79' |
| V              |  | Cristian       |                               | 73' |
| V              |  | Elias          | 83'                           |     |
| M              |  | Douglas        | Penalizado com cartão amarelo |     |
| A              |  | Jorge Henrique |                               |     |
| A              |  | Dentinho       |                               | 82' |
| A              |  | Ronaldo        |                               |     |
| Substituições: |  |                |                               |     |
| Z              |  | Diego Sacoman  | Penalizado com cartão amarelo | 79' |
| Z              |  | Jean           | Penalizado com cartão amarelo | 82' |
| M              |  | Boquita        |                               | 73' |
| Treinador:     |  |                |                               |     |
| Mano Menezes   |  |                |                               |     |

| Bandeirinhas: BA Alessandro Álvaro Rocha de Matos PR Roberto Braatz Quarto árbitro: RS Leandro Pedro Vuaden |

## Premiação
| Copa do Brasil de 2009          |
| São Paulo                       |
| ------------------------------- |
| CORINTHIANS Campeão (3º título) |